# Évangéliaire de saint Cuthbert
L'évangéliaire de saint Cuthbert est un évangéliaire manuscrit produit au début du VIIIe siècle en Angleterre, typique de l'art hiberno-saxon. Sa reliure en cuir ornée, particulièrement bien conservée, est le plus ancien exemple connu de reliure en Europe occidentale. Avec son format de 138 × 92 mm, c'est l'un des plus petits manuscrits anglo-saxons connus. Ses 94 folios de vélin présentent le texte latin de l'évangile selon Jean dans une écriture claire et dépourvue d'enluminures.
Placé dans le cercueil de Cuthbert de Lindisfarne peu après sa mort, en 687, l'évangéliaire y est vraisemblablement resté durant les siècles qui ont suivi, malgré les tribulations du cercueil dues aux invasions vikings. Le cercueil aboutit dans la cathédrale de Durham, et le livre en est retiré en 1104, au moment de la translation des reliques du saint. Il est conservé à la cathédrale parmi d'autres reliques, et les visiteurs de marque sont autorisés à le porter autour du cou dans un sac en cuir.
Après la Dissolution des monastères ordonnée par le roi Henri VIII au XVIe siècle, le livre semble être passé entre les mains de plusieurs collectionneurs avant d'être offert en 1769 aux Jésuites. Il est dès lors conservé à Stonyhurst College, une école jésuite du Lancashire, d'où son autre nom d'« évangéliaire de Stonyhurst ». En 1979, l'évangéliaire est prêté à la British Library, qui l'achète en avril 2012 grâce à un appel aux dons. Il y est conservé depuis sous la cote « Additional MS 89000 ».

## Description

### La reliure

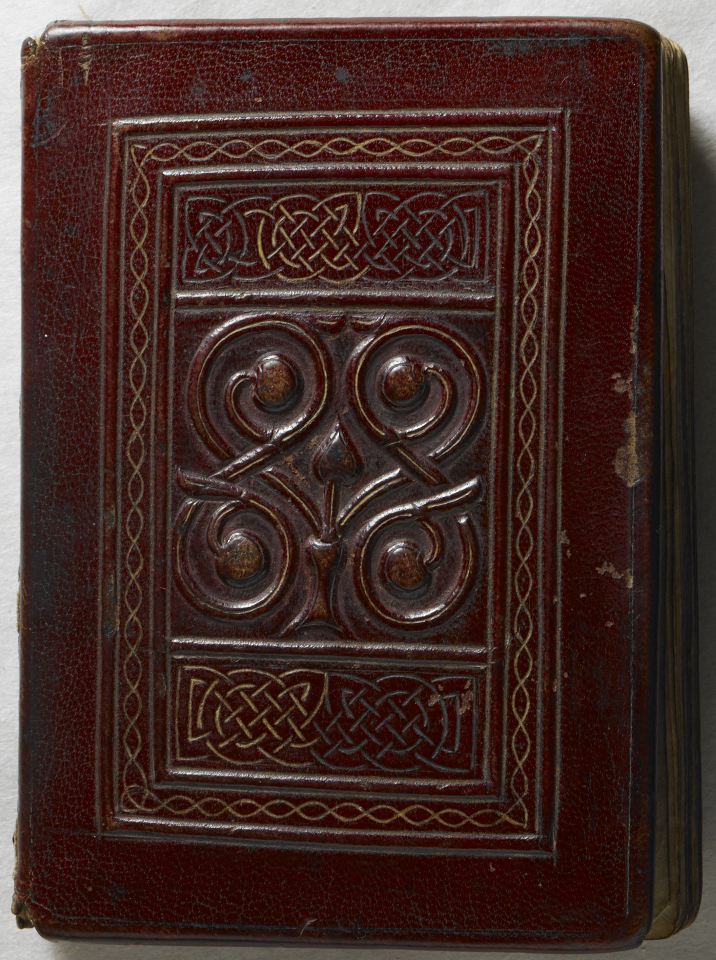
La couverture de l'évangéliaire.

La reliure originale, en cuir de chèvre rouge, est la plus ancienne reliure occidentale intacte connue, ainsi que l'un des rares exemples connus de travail du cuir insulaire encore existants,. Cas unique dans les reliures du début du Moyen Âge, le motif principal apparaît en relief. Les panneaux de motifs géométriques avec des entrelacs à deux fils sont étroitement apparentés aux manuscrits enluminés insulaires, et rappellent notamment leurs pages tapis. Certains éléments de décoration rappellent également le travail du métal anglo-saxon, origine du motif de l'entrelacs,, ainsi que des motifs coptes et proche-orientaux,.
Les couvertures présentent trois lignes creusées remplies de pigments : une jaune clair, une jaune pâle et une troisième bleu-gris foncé, que les plus anciennes descriptions donnent bleue. Ces trois couleurs apparaissent sur la couverture, mais la quatrième de couverture ne présente pas de jaune pâle. Le pigment bleu semble avoir le plus souffert au fil du temps, brisant l'équilibre du dessin des couvertures. Selon le relieur Roger Powell (en), le jaune clair était peut-être vert à l'origine : la couverture aurait donc eu à l'origine des motifs bleu, vert et jaune sur fond rouge.
Faute de points de comparaison, il est impossible de déterminer si les techniques utilisées pour l'évangéliaire étaient courantes ou non à l'époque, mais la qualité du travail suggère que le relieur en avait une bonne expérience. Toutefois, l'analyse réalisée par le médiéviste Robert Stevick semble indiquer que les couvertures devaient suivre un modèle sophistiqué de constructions à la règle et au compas employant « les deux vraies mesures de la géométrie » : le rapport entre la constante de Pythagore et 1 d'une part, la section d'or d'autre part. Cependant, des erreurs de production ont entraîné des écarts par rapport aux proportions souhaitées.
Bien que le texte ait été vraisemblablement produit à l'abbaye de Wearmouth-Jarrow, il est possible que la reliure ait été ajoutée plus tard à Lindisfarne. Les volutes des plantes peuvent être comparées à celles de l'autel portatif également retrouvé dans le cercueil de Cuthbert, mais aussi à la hampe de la croix anglo-saxonne de Penrith ou au psautier Vespasien. Des petits trous dans les plis de chaque cahier semblent indiquer une reliure temporaire, peut-être réalisée pour le transport des pages du manuscrit de Wearmouth-Jarrow à Lindisfarne,,.

### Le texte

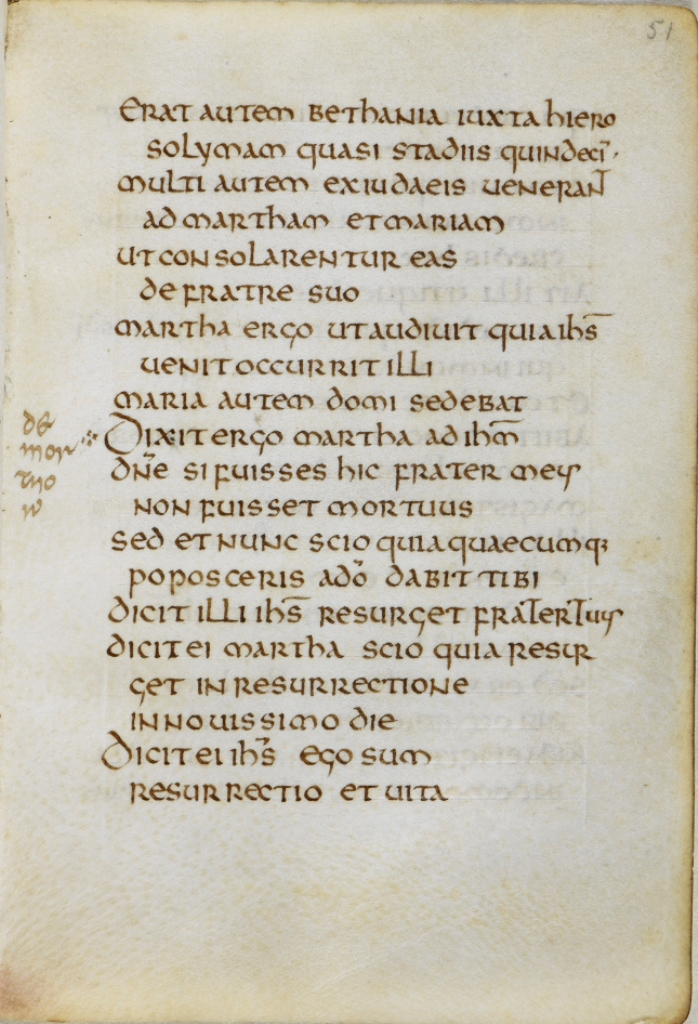
Le folio 51r reprend Jn 11:18-25a, avec une indication en marge à la ligne 10 : de mortuorum.

Le texte ne présente aucune enluminure ou décoration, hormis les premières lettres des sections ammoniennes (l'équivalent du découpage moderne en versets), un peu plus grandes et parfois légèrement décorées, et les premières lettres des chapitres, de couleur rouge. Néanmoins, l'historien de l'art David M. Wilson estime que « l'écriture de certains manuscrits est si belle que des enluminures ne pourraient que les gâcher ». Julian Brown note que « l'onciale capitale de l'évangéliaire de Stonyhurst doit sa beauté à sa simplicité de forme et à son exécution parfaite. Les éléments de décoration n'interfèrent jamais avec la structure fondamentale des lettres : ils naissent naturellement de l'angle de la plume. »
Le texte est une copie très soignée du seul évangile selon Jean, dans une version issue de la famille « italo-northumbrienne » à laquelle appartiennent d'autres manuscrits réalisés à Wearmouth-Jarrow, comme le Codex Amiatinus, les évangiles de Lindisfarne et le manuscrit British Library, MS Royal 1. B. VII (en). Cette famille de textes dériverait d'un hypothétique « évangéliaire napolitain » que l'abbé napolitain Adrien aurait emporté en Angleterre en y accompagnant Théodore de Tarse. Plusieurs rubriques des évangiles de Lindisfarne sont « spécifiquement napolitaines », notamment la nativité de saint Janvier ou la consécration de la basilique d'Étienne, deux fêtes uniquement célébrées à Naples.
Les pages ont été réglées avec un style ou un objet similaire, qui a laissé une légère marque sur le vélin. Pour chaque cahier, la réglure ne s'est faite que sur les première et dernière pages, en appuyant fortement pour paraître sur les pages intérieures. Des lignes verticales délimitent également le bord du texte, et la réglure s'arrête à ces lignes ; les points où se rencontrent les lignes horizontales et verticales sont plus marqués. Les premières pages du livre comportent 19 lignes, mais à partir du folio 42, elles en comptent 20 ; quelques pages ont dû être réglées une deuxième fois en conséquence. Il est possible que le matériau en soit venu à manquer : deux sortes de vélin sont utilisées dans le manuscrit, bien que le changement de papier ne corresponde pas au changement du nombre de lignes,.
Les marges de l'évangéliaire présentent des annotations en quatre endroits, qui correspondent aux passages lus lors des messes pour les morts dans le lectionnaire romain du milieu du VIIe siècle. Ces annotations semblent avoir été rédigées hâtivement : plusieurs d'entre elles ont laissé des traces sur la page en face, indiquant que le livre a été refermé avant que l'encre soit sèche. Le livre semble donc avoir été utilisé au moins une fois comme évangéliaire lors d'une messe de Requiem, peut-être lorsque le corps de Cuthbert a été inhumé dans un nouveau cercueil en 698.

## Datation

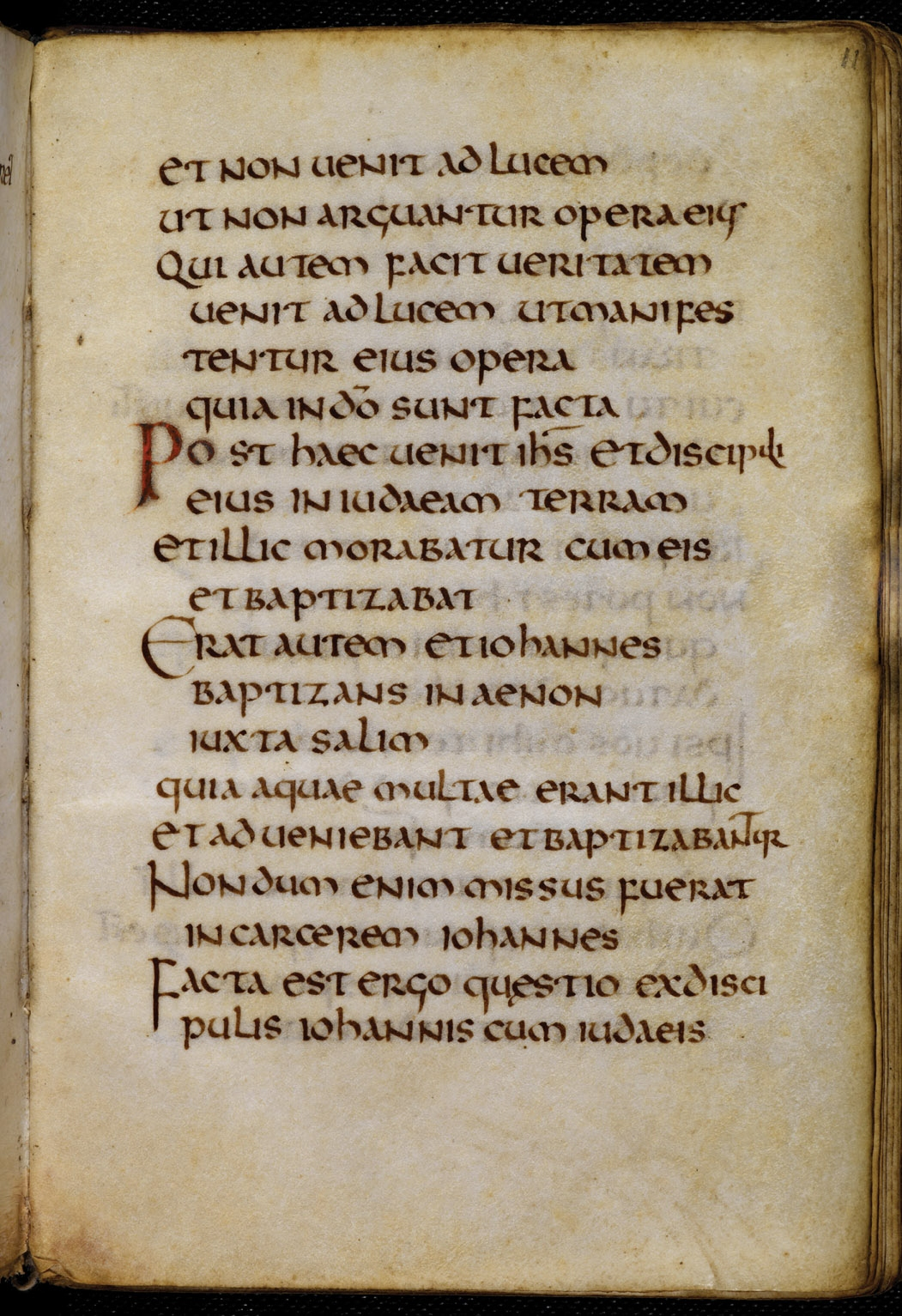
Le folio 11.

Le manuscrit ne porte pas de date, mais il est possible de le situer avec un bon degré de précision grâce à des éléments paléographiques et historiques.
L'évangéliaire est rédigé dans une onciale « capitulaire », les premières lettres de chaque section étant en onciale « texte ». Une analyse de l'évolution de la forme des lettres permet de situer le manuscrit dans une séquence chronologique de manuscrits vraisemblablement produits à l'abbaye de Wearmouth-Jarrow. Les scribes de Northumbrie « imitent de très près les meilleurs manuscrits italiens du VIe siècle. », mais introduisent de petites modifications caractéristiques dans leurs propres textes. Néanmoins, les scribes sont plusieurs, et n'ont pas nécessairement développé leur style au même rythme,.
Le manuscrit crucial dans cette séquence est le Codex Amiatinus, pour lequel on dispose d'un terminus ante quem très précis : il quitte Wearmouth-Jarrow avec l'abbé Ceolfrith le 4 juin 716, pour être présenté au pape à Rome. Cette décision n'est annoncée par Ceolfrith que peu de temps avant son départ, ce qui situe la rédaction de la dédicace du manuscrit vers mai 716. Le manuscrit en lui-même existait déjà probablement depuis quelques années, mais pas avant que Ceolfrith soit devenu abbé, en 689. L'écriture de la dédicace est légèrement différente de celle du texte, mais elle est du même auteur, et dans la même « onciale élaborée » que quelques pages de l'évangéliaire de Durham (vol.II, f.103-111). Au terme de la séquence de manuscrit, les références dans les memoranda du Bède de Saint-Pétersbourg semblent impliquer qu'il date au plus tôt de 746, mais ce point reste controversé.
Le scribe de l'évangéliaire de saint Cuthbert a également laissé un autre évangéliaire, dont les fragments sont aujourd'hui reliés avec le psautier d'Utrecht. L'onciale des deux évangéliaires est suffisamment proche pour supposer qu'ils datent de la même période. L'utilisation de la rustica dans le psautier d'Utrecht (absente de l'évangéliaire de saint Cuthbert) offre un autre point de repère pour dater le manuscrit relativement aux autres textes de la séquence.
Le paléographe Julian Brown s'appuie sur ces éléments pour conclure que l'évangéliaire de saint Cuthbert a été rédigé après le texte du Codex Amiatinus. Celui-ci a été terminé après 688 et peut-être avant 695. Cela situerait sa rédaction après l'inhumation de Cuthbert, en 687, mais peut-être avant le transfert de ses reliques dans le grand autel en 698. Dans ce cas, l'évangéliaire ne lui aurait jamais appartenu ; il aurait pu être conçu dans l'intention expresse de le placer dans son cercueil, que ce soit pour son élévation ou à une autre occasion. Les indices offerts par le style de la reliure, moins précis, ne contredisent pas ces conclusions.

## Histoire

### Saint Cuthbert

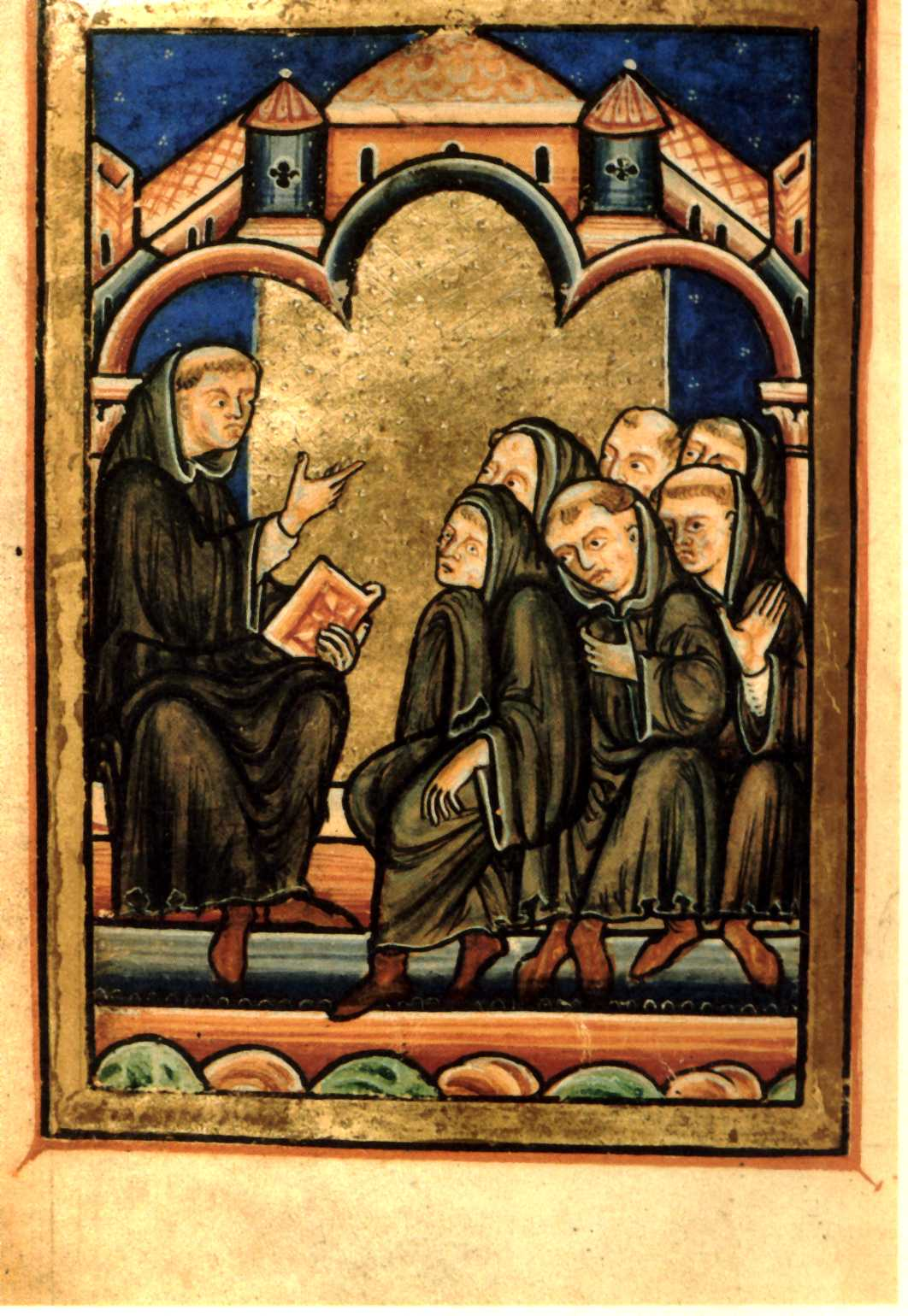
Cuthbert enseignant, un livre à la main.

Cuthbert est peut-être d'ascendance noble. Il naît en Northumbrie vers le milieu des années 630, quelques années à peine après la conversion du roi Edwin, en 627. La progression du Christianisme en Northumbrie est lente, et marquée par l'opposition entre les traditions romaines et celtiques : Edwin est converti par Paulin d'York, un missionnaire venu de Rome avec la mission grégorienne, tandis que son successeur Oswald invite des moines irlandais d'Iona dans son royaume. Ils y fondent l'abbaye de Lindisfarne vers 635.
Cuthbert grandit près de l'abbaye de Melrose. Il a une vision le soir le mort d'Aidan, le fondateur de Lindisfarne, en 651, et décide de devenir moine. Il devient moine hôtelier au nouveau monastère de Ripon peu après 655, puis retourne à Melrose avec son mentor Eata de Hexham lorsque Wilfrid devient abbé de Ripon, en 660,. Vers 662, Cuthbert devient prieur à Melrose, puis à Lindisfarne vers 665. Bien qu'ayant été éduqué dans le rite celtique, il accepte les décisions du concile de Whitby (664), qui établit la tradition romaine comme celle devant être suivie en Northumbrie. À l'inverse de Wilfrid, il vit en ermite, dans des conditions austères, et voyage inlassablement pour prêcher la nouvelle foi dans les villages les plus reculés,.
Cuthbert est nommé évêque de Lindisfarne en 684, mais il abdique deux ans plus tard et retourne à son ermitage, sentant la mort proche. Il succombe à la maladie le 20 mars 687. Son corps est ramené à Lindisfarne et y est inhumé le même jour,.

### L'évangéliaire à Lindisfarne

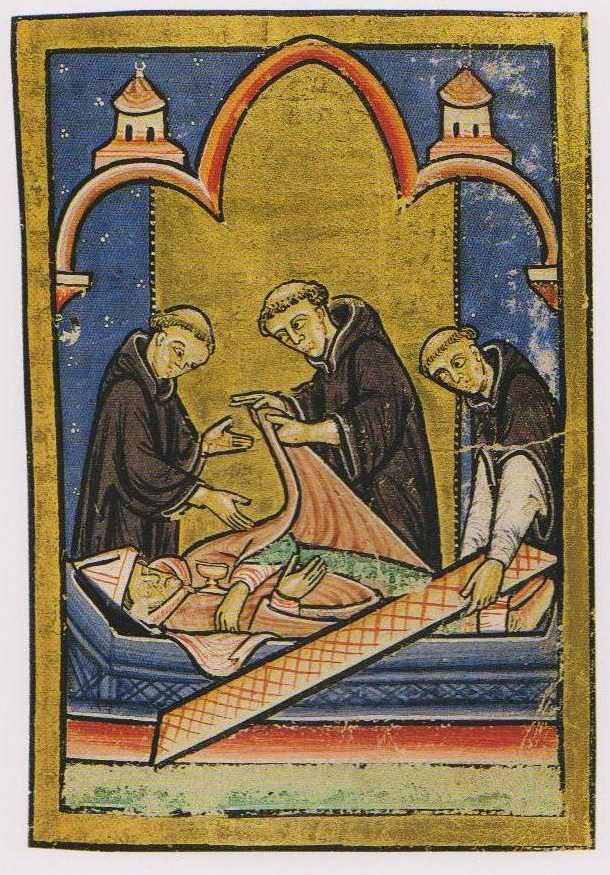
698 : le corps de Cuthbert, exhumé, ne présente aucun signe de décomposition.

Le livre n'est pas mentionné avant 1104, mais il a probablement été inhumé avec Cuthbert à Lindisfarne en 687, ou plus vraisemblablement en 698, et n'a pas bougé de son cercueil malgré les pérégrinations de ses reliques dues aux attaques des Vikings. La Vie de saint Cuthbert, rédigée par Bède le Vénérable vers 720, rapporte (chapitres 37 et 40) que Cuthbert a été tout d'abord inhumé dans un sarcophage de pierre, placé à droite de l'autel dans l'église de Lindisfarne. Il avait souhaité être enterré dans son ermitage sur Inner Farne Island, mais s'était laissé convaincre d'être inhumé à Lindisfarne avant de mourir.
Onze ans après sa mort, les restes de Cuthbert sont déplacés derrière l'autel, pour témoigner de son statut de saint (il n'y a pas encore de procès en canonisation à l'époque). Le sarcophage est ouvert, et Bède rapporte (chap. 42) que son corps ne présente aucun signe de putréfaction. Ce miracle contribue à la popularité du culte de Cuthbert, qui devient le saint le plus révéré dans le nord de l'Angleterre. Cuthbert est inhumé dans un nouveau cercueil de chêne décoré, probablement l'actuelle châsse du saint. Le livre a vraisemblablement été réalisé pour cette occasion, et placé dans le cercueil à ce moment-là.
De nombreux miracles sont attribués à Cuthbert : il aurait notamment inspiré en rêve le roi du Wessex Alfred le Grand dans sa lutte contre les Danois. Par la suite, la maison de Wessex témoigne d'une dévotion toute particulière à Cuthbert, et pas seulement pour des raisons religieuses : venant du nord de l'Angleterre, Cuthbert constitue « un facteur de réconciliation et un point de ralliement pour la nouvelle identité de la Northumbrie et de l'Angleterre » après l'absorption des populations danoises au sein de la société anglo-saxonne. L'historien de l'art Dominic Marner le décrit comme « peut-être le saint le plus populaire en Angleterre jusqu'à la mort de Thomas Becket en 1170 ».

### L'évangéliaire fuit les Danois

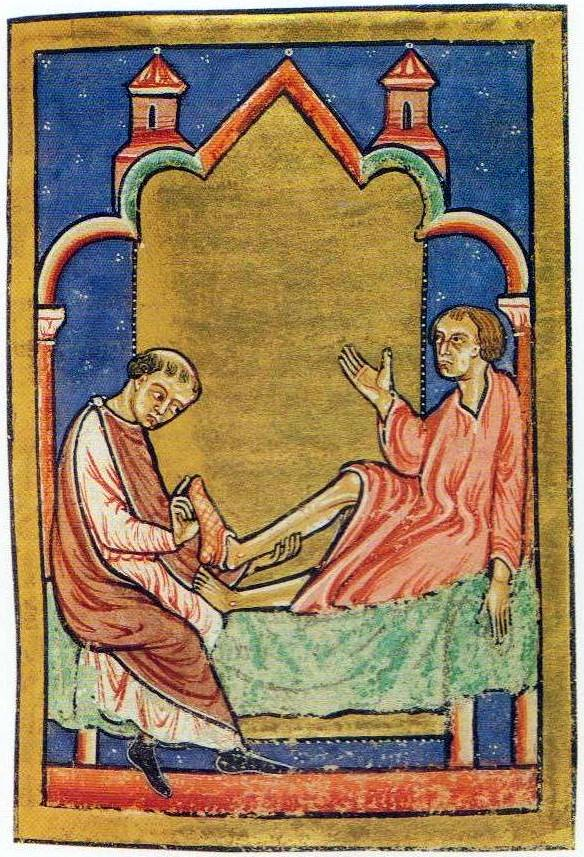
Un paralytique est guéri en enfilant les chaussures de Cuthbert.

Le premier raid viking d'importance sur l'Angleterre frappe l'abbaye de Lindisfarne en 793, mais les reliques de Cuthbert ne semblent pas en avoir souffert. En 875, l'un des chefs de la Grande Armée païenne, le Danois Halfdan Ragnarsson, décide d'hiverner à Lindisfarne avant de poursuivre ses conquêtes. L'évêque Eardulf de Lindisfarne ordonne alors l'évacuation du monastère, y compris laïcs et enfants.
C'est peut-être à ce moment-là qu'une plaque est insérée sous le couvercle du cercueil de Cuthbert, soutenue par trois barres en bois dans le sens de la longueur, avec sans doute deux anneaux de fer pour la soulever,. Pour Julian Brown, la plaque faisait probablement partie du cercueil d'origine. Au moment du départ, cette plaque porte vraisemblablement l'évangéliaire de saint Cuthbert, et peut-être aussi les évangiles de Lindisfarne et d'autres livres issus de Lindisfarne. Les exilés emportent également avec eux les ossements d'Aidan, le fondateur du monastère, et la tête du roi Oswald de Northumbrie, entre autres reliques, ainsi qu'une croix de pierre. Bien qu'ils disposent d'un vehiculum (probablement une charrette ou un simple chariot), le cercueil de Cuthbert est transporté par sept jeunes hommes élevés dans la communauté.
Après leur départ de Lindisfarne, les exilés s'enfoncent dans les terres et passent quelques mois à un endroit inconnu près de la Derwent, sans doute dans l'actuel Lake District. Selon le Libellus de exordio de Siméon de Durham, Eardulf tente alors de louer un navire sur la côte ouest pour se rendre en Irlande. Les tribulations de la communauté s'achèvent à Craike, près d'Easington, située sur la côte au sud de Lindisfarne, mais au nord du nouveau royaume viking d'York.
Dans les années qui suivent, les Vikings du Nord de l'Angleterre se christianisent peu à peu, et eux aussi vénèrent tout particulièrement Cuthbert. Le successeur de Halfdan, Guthred, entretient des relations étroites avec la communauté exilée de Lindisfarne et lui octroie des terres à Chester-le-Street. Eardulf s'y installe avec les siens en 883, fondant une église dédiée à Marie et à Cuthbert qui devient le siège de l'évêché pour le siècle qui suit. En 995, l'évêque Aldhun décide de ramener la communauté et les reliques de Cuthbert à Lindisfarne, mais en chemin, il affirme avoir reçu une vision du saint lui demandant de s'installer à Durham. Une nouvelle église en pierre y est construite et les reliques de Cuthbert y sont déposées.

### L'évangéliaire à Durham

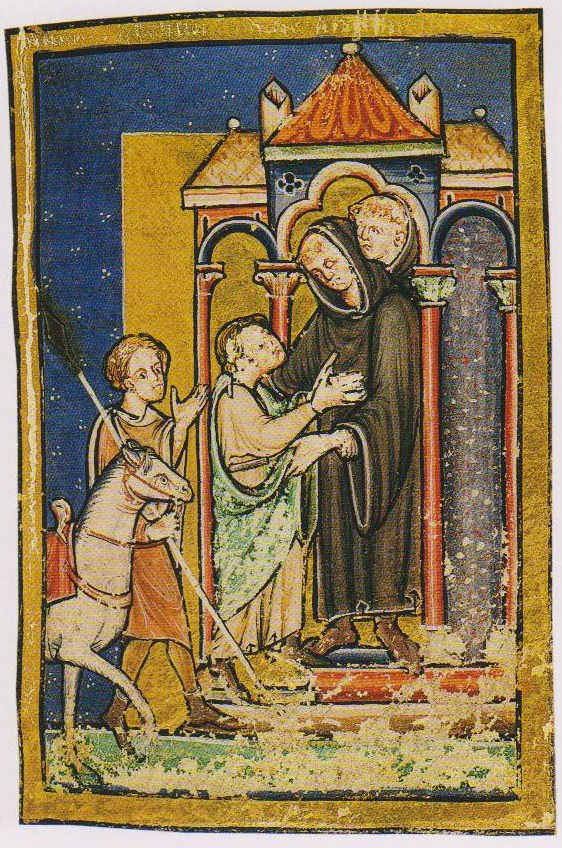
Cuthbert arrive à Melrose avec sa lance et son cheval pour devenir novice et est accueilli par.

La tombe de Cuthbert est à nouveau ouverte en 1104, au début de l'épiscopat de Rainulf Flambard. Les reliques du saint sont déplacées derrière le grand autel de la cathédrale normande, alors en cours de construction. Le plus ancien récit connu de cette translation, rédigé par un moine de la cathédrale, rapporte qu'« un livre des Évangiles » a été découvert lors de l'ouverture du cercueil. Le récit rapporte également que le jour de la translation, l'évêque Rainulf présente à la congrégation « un évangile de saint Jean, parfaitement conservé par miracle ». Ce récit est confirmé par une inscription sur le folio 1 recto du manuscrit, « dans une écriture modeste, apparemment de la fin du douzième siècle », qui signale sa découverte lors de la translation.
L'évangéliaire semble être resté à Durham pendant le reste du Moyen Âge, jusqu'à la Dissolution des monastères. En tant que relique, il est conservé dans un reliquaire, à l'intérieur de trois sacs de cuir rouge, et plusieurs témoignages décrivent comment il est présenté aux visiteurs, dont les plus importants ont le privilège de pouvoir le porter autour du cou. Reginald de Durham indique que « quiconque l'approchant doit se laver, jeûner et porter une aube avant de le toucher », et rapporte l'histoire d'un scribe nommé Jean : lors de la visite de l'archevêque d'York en 1153-1154, il ne suit pas ces étapes et « un frisson le saisit, ». Ce traitement du livre comme une relique est caractéristique du christianisme insulaire : plusieurs cumdachs sont portés de la même façon.
Une autre copie de l'évangile selon Jean a été associée à Cuthbert, et parfois identifiée à l'évangéliaire de saint Cuthbert. Boisil (en) (mort en 664) est le professeur de Cuthbert à l'abbaye de Melrose. Dans sa vie en prose de Cuthbert, Bède le Vénérable affirme que sur son lit de mort, Boisil lit chaque jour avec Cuthbert l'un des sept cahiers (quaternions) de son manuscrit de l'évangile selon Jean. Le sermon de Miracle 20 identifie ce livre de Boisil avec celui de Durham et affirme que les deux saints l'ont porté autour du cou, alors que le manuscrit de Durham compte douze cahiers et non sept. Une liste de reliques de 1389 mentionne encore le livre de Boisil, et bien que quelques scientifiques modernes aient été tentés d'identifier les deux manuscrits, les éléments paléographiques apportés par Julian Brown semblent rendre cette identification définitivement impossible. Les restes de Boisil sont translatés à Durham au XIe siècle, auprès de ceux de Cuthbert. Au même moment, ceux de Bède sont volés à l'abbaye de Wearmouth-Jarrow et placés dans le cercueil de Cuthbert à Durham, où ils restent jusqu'en 1104.

### L'évangéliaire après la Réforme
Le livre est vraisemblablement resté à Durham jusqu'à la Dissolution des monastères ordonnée par le roi d'Angleterre Henri VIII au début du XVIe siècle. Bien que les inventaires de livres et reliques tenus à Durham à l'époque ne permettent pas de l'identifier avec certitude, l'inventaire de 1383 mentionne deux livres dont l'un est vraisemblablement l'évangéliaire. Le prieuré de la cathédrale de Durham est fermé en 1540, et le livre est mentionné quelques décennies plus tard par l'archevêque James Ussher comme appartenant à l'antiquaire et astrologue oxfordien Thomas Allen. Cependant, il n'est pas mentionné dans le catalogue de la bibliothèque d'Allen établi en 1622, et il ne figure pas dans la collection de manuscrits d'Allen présentée à la bibliothèque bodléienne par Kenelm Digby en 1634.
Selon une inscription en latin collée à l'intérieur de la couverture du manuscrit, l'évangéliaire a été donné par le comte de Lichfield George Lee au prêtre jésuite Thomas Phillips, qui l'a offert à son tour au collège jésuite anglais de Liège le 20 juin 1769. Le comte professe la foi anglicane, mais Phillips est le chapelain du comte de Shrewsbury George Talbot, un récusant qui réside à Heythrop Hall (en) dans l'Oxfordshire, à quelques kilomètres de Ditchley Park, la résidence de George Lee,. Le manuscrit entre alors en possession de la province britannique de la Compagnie de Jésus. Il est conservé dans la bibliothèque de Stonyhurst College, dans le Lancashire, institution qui a pris la suite du collège jésuite de Liège.
Le manuscrit est rendu public en 1806, lorsqu'une lettre du révérend J. Milner le concernant est lue devant la Society of Antiquaries of London, puis reproduite dans leur journal Archaelogia. L'évangéliaire est alors envoyé à Londres et exposé au public. Dans sa lettre, Milner compare l'écriture du manuscrit à celle des évangiles de Lindisfarne et le relie à saint Cuthbert, mais estime à tort que la reliure « date de l'époque de la reine Élisabeth, ». Le manuscrit ne retourne à Stonyhurst que quelques années plus tard, un intermédiaire ayant oublié de le transmettre.
L'ancienneté de la reliure n'est établie qu'au cours du XIXe siècle, et plusieurs savants décrivent en termes élogieux le livre, à l'image de l'évêque Christopher Wordsworth, neveu du poète William Wordsworth, pour qui « sa simplicité délicate et précise le place au-dessus de tous les manuscrits que j'ai pu voir, ».

### L'évangéliaire depuis 1950

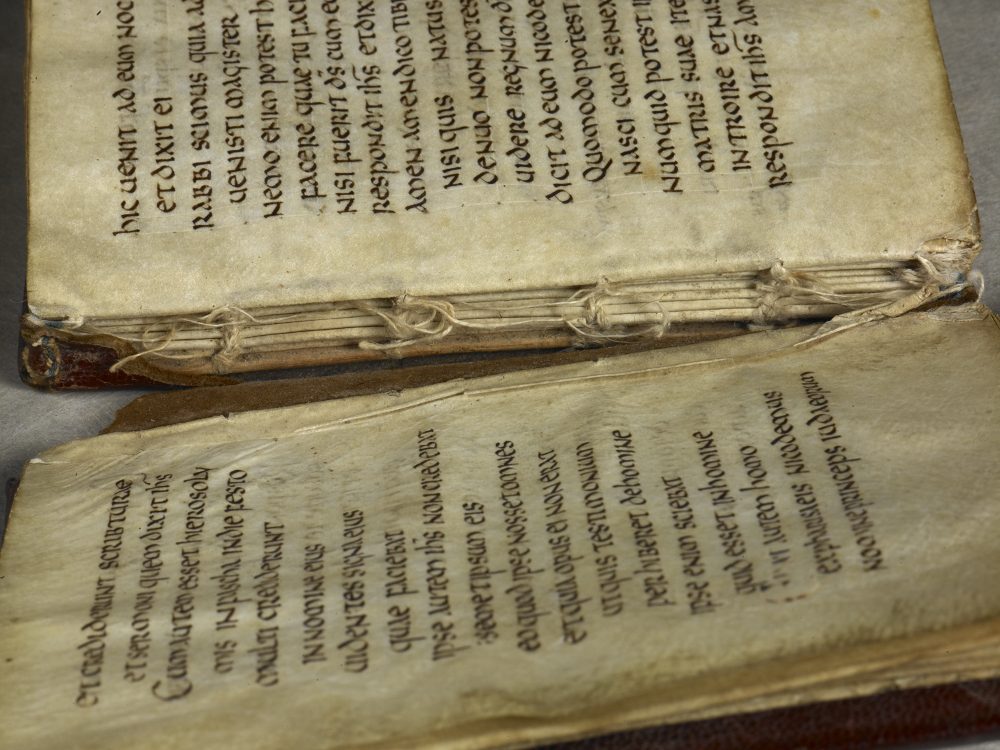
La reliure de l'évangéliaire.

À partir de 1950, la reliure de l'évangéliaire est étudiée à plusieurs reprises par Roger Powell (en), « le plus grand relieur de son époque », qui a restauré les reliures du Livre de Kells et du Livre de Durrow. Powell participe à la rédaction de deux ouvrages traitant de l'évangéliaire dans les années qui suivent. The Relics of St Cuthbert, paru en 1956, est consacré au cercueil de Cuthbert et aux objets qu'il contient. Il comprend un chapitre sur l'évangéliaire rédigé par Roger Mynors ; le chapitre de Powell inclut des observations inédites par Geoffrey Hobson, expert en reliure. En 1969, Julian Brown, professeur de paléographie à King's College, publie une monographie sur l'évangéliaire pour lequel Powell écrit un nouveau chapitre sur sa reliure, avec quelques différences d'opinion par rapport à celui paru treize ans plus tôt.
Le livre est prêté à la British Library à partir de 1979 et apparaît fréquemment dans la galerie des expositions, d'abord dans le bâtiment du British Museum, puis dans la Ritblat Gallery à partir de 1999. Malgré quelques dégâts mineurs, dont certains semblent avoir été causés au XXe siècle, le livre est dans un état remarquablement bon pour son âge,.
En 2011, la province britannique jésuite accepte de vendre le livre à la British Library pour neuf millions de livres. La Library organise un appel aux dons pour recueillir cette somme et recherche tout d'abord des donations individuelles importantes : elle reçoit ainsi 4 500 000 £ du National Heritage Memorial Fund, 250 000 £ du Art Fund, ainsi que d'autres dons importants de la Garfield Weston Foundation (en) et de la Christina Foyle Fundation (en). Le 17 avril, la British Library annonce que l'appel a permis de réunir la somme nécessaire à l'achat du livre. Celui-ci « comprend un partenariat concret entre la Library, l'université de Durham et la cathédrale de Durham, ainsi qu'un accord selon lequel le livre sera présenté au public à Londres et dans le Nord-Est à parts égales ». À cette occasion, il a été entièrement numérisé et mis à la disposition du public sur le site Internet de la British Library.